# United States Navy Memorial
Das United States Navy Memorial an der 7th Street zwischen Pennsylvania Avenue und Indiana Avenue in Washington, D.C. (701 Pennsylvania Ave, NW) ehrt diejenigen, die in der Navy, dem Marine Corps, der Coast Guard und der Merchant Marine gedient haben oder aktuell dienen.
Die Gedenkstätte wird von der United States Navy Memorial Foundation unterhalten, die dabei durch die National-Mall-and-Memorial-Parks-Verwaltungseinheit des National Park Service unterstützt wird. Die Gedenkstätte liegt neben der Archives–Navy Memorial–Penn Quarter-Station und dem Gebäude des National Archives.
Das U.S. Navy Memorial Museum ist mit der Gedenkstätte verbunden. Das Museum ist von März bis Oktober von Montag bis Samstag und von November bis Februar von Dienstag bis Samstag geöffnet.

## Geschichte
Für Navy, Marine Corps, Coast Guard und Mechant Marine ging mit dem United States Navy Memorial ein jahrhundertealter Traum in Erfüllung. In den frühen Tagen der nationalen Unabhängigkeit Amerikas malte sich der Architekt Pierre L’Enfant in der Hauptstadt ein Denkmal aus, das „die Entstehung der Navy feiern und die Fortschritte und Errungenschaften segnen solle“. Es dauerte aber bis ins 20. Jahrhundert, bis L’Enfants Traum von einem Marinedenkmal in Washington, D.C. realisiert wurde.
Die Pennsylvania Avenue, „Amerikas Hauptstraße“, der Boulevard, der das Kapitol und das Weiße Haus verbindet, wurde als Standort ausgewählt.
Nachdem Präsident John F. Kennedy – selbst ein Kriegsheld der Navy – die Neugestaltung der Pennsylvania Avenue angeregt hatte, verkündete ein weiterer Kriegsheld der Marine, Admiral Arleigh Burke, im Jahr 1977, dass „wir lange genug über ein Navy Memorial diskutiert haben und es ist Zeit, dass wir etwas dafür unternehmen.“
Im Frühling 1977 begann Burke, der 6 Jahre lang Chief of Naval Operations war, Mitglieder für eine private gemeinnützige Stiftung für ein U.S. Navy Memorial anzuwerben. Im folgenden Jahr nahm die Stiftung, unter Leitung von Rear Admiral William Thompson, USN (Ret.), die Arbeit an den fünf Schritten zum Bau des Denkmals in Washington auf: Gesetzgebung, Konzeption, Auswahl des Standortes, Spendenaktionen und Bau und Wartung.
Der Kongress genehmigte die Gedenkstätte im Jahr 1980, mit der Maßgabe, dass die Mittel ausschließlich aus privaten Beiträgen kommen. Im März 1980 unterzeichnete Präsident Jimmy Carter das Bundesgesetz 96-199, welches die Gedenkstätte im Rahmen eines größeren Gesetzentwurfes für das Innenministerium genehmigt.
Obwohl mehrere Standorte in Washington, D.C. möglich waren, entschied sich die Stiftung, in Zusammenarbeit mit der Pennsylvania Avenue Development Corporation für den Marktplatz als Standort für die Gedenkstätte. Gemeinsam wählten sie Conklin Rossant aus New York als Architekten.

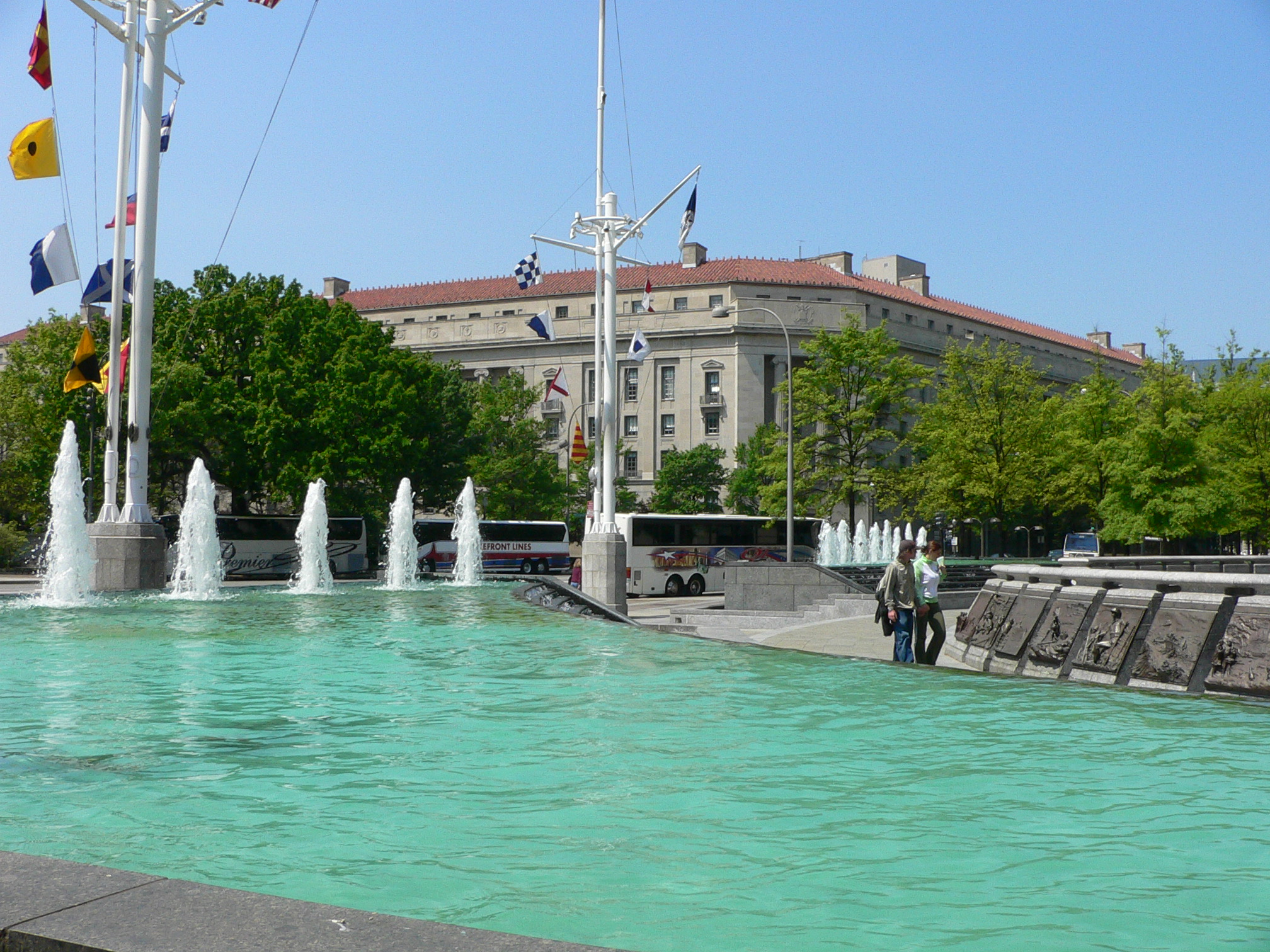
Navy Memorial

Bis Dezember 1985 hatte die Stiftung genug Spenden gesammelt um die Genehmigung vom Innenminister zu erhalten. Der Bau begann im folgenden Monat. Das Personal und der Vorstand der Stiftung sammelten am Eröffnungstag des Besucherzentrums 18 Millionen USD. Die Spendensammlung wird heute noch fortgesetzt um die restlichen Verbindlichkeiten aus dem Bau der Gedenkstätte zu tilgen und die Bildungsprogramme der Stiftung zu fördern.
Mit der Fertigstellung der The Lone Sailor Statue durch Stanley Bleifeld im August 1987 näherte sich der Bau der Gedenkstätte der Fertigstellung.
Die Gedenkstätte wurde am 13. Oktober 1987 eingeweiht.

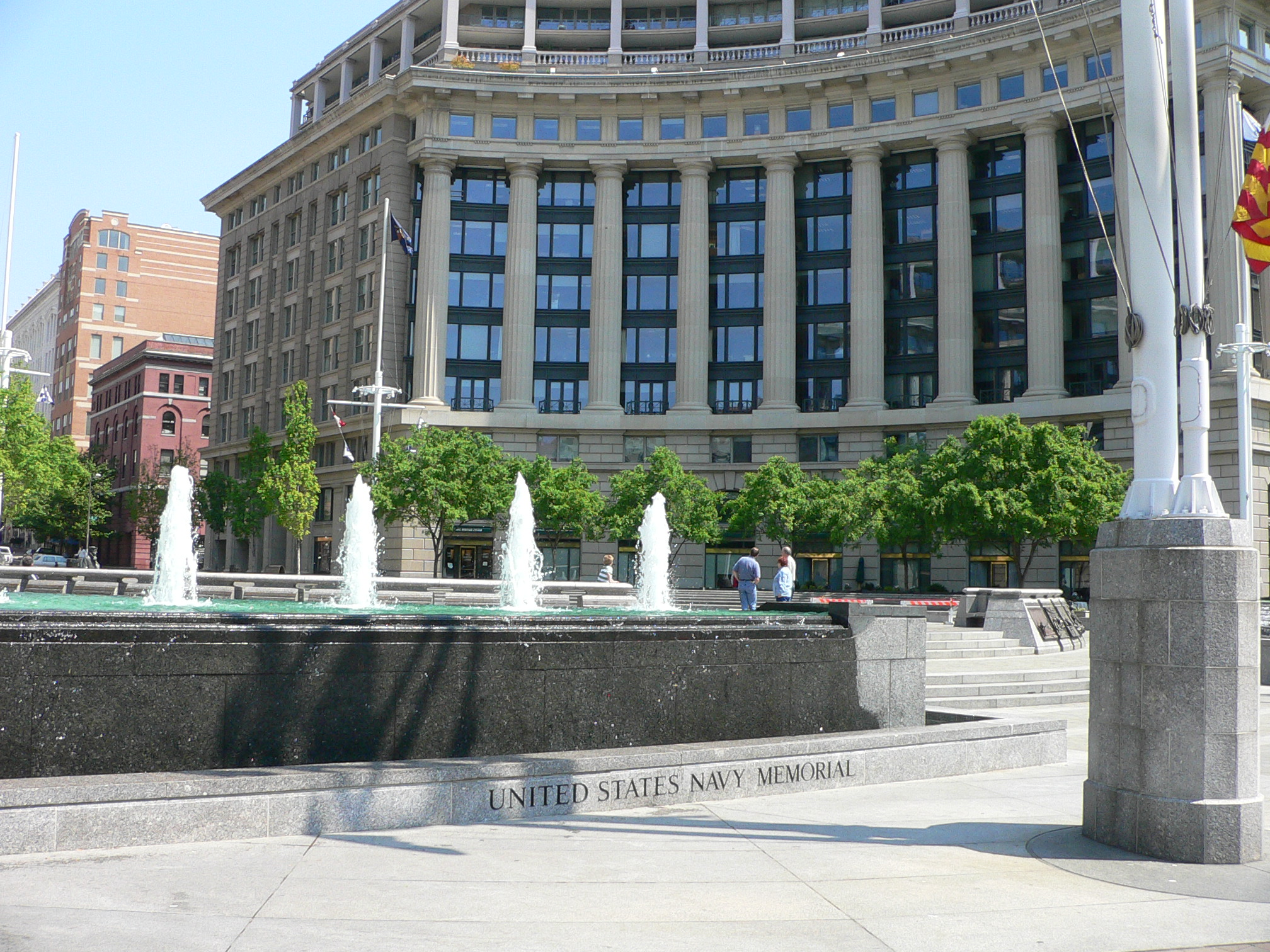
Navy Memorial mit dem Besucherzentrum im Hintergrund

Von Ende 1987 bis zur Mitte der 1990er Jahre wurden 2 Gebäude am nördlichen Rand der Gedenkstätte gebaut. Das östliche der beiden Gebäude wurde als Besucherzentrum der Gedenkstätte ausgewählt. Das Gebäude wurde im September 1989 soweit fertiggestellt, dass mit dem Innenausbau begonnen werden konnte. Das Besucherzentrum öffnete im Juni 1991 und wurde am 12. Oktober 1991 offiziell eingeweiht.
Während des Sommers 2006 verfärbte sich das Wasser der Fontäne blau, da es mit Chemikalien zur Algenbekämpfung versetzt war. Laut einer Sprecherin der Gedenkstätte, waren die Algen überraschend schwer zu entfernen und das sie "lieber blaues Wasser als eine algenverkrustete Gedenkstätte haben wollten". Ende des Sommers war das blaue Wasser verschwunden.
In der Mitte des United States Navy Memorial befindet sich der Memorial Plaza, eine Darstellung der Welt mit den Weltmeeren aus Granit. Auf der Memorial Plaza steht "Der einsame Seemann", ein Tribut an die Angehörigen der Seedienste. Der Plaza ist von zwei Wasserbecken mit Springbrunnen eingerahmt, die das Personal der US Navy und die Marineeinheiten der Welt ehren. Die Südhalbkugel ist von 26 Bronzereliefs eingerahmt, die an Ereignisse, Personal und Gemeinschaften der Seedienste gedenken.

## Zitate
An einer Außenwand der Gedenkstätte sind bekannte Zitate aus der Geschichte der Navy und ihre Urheber eingraviert. Hier eine kleine Auswahl
- "I have not yet begun to fight!" (Ich habe noch gar nicht begonnen zu kämpfen!) - Captain John Paul Jones - 1779

- "Don't give up the ship!" (Gib das Schiff nicht auf!) - Captain James Lawrence - 1813

- "We have met the enemy and they are ours." (Wir haben den Feind getroffen und sie sind unsere)- Commodore Oliver Hazard Perry - 1813

- "Damn the torpedoes, full steam ahead." (Vergiss die Torpedos, volle Kraft voraus) - Admiral David Glasgow Farragut - 1864

- "You may fire when you are ready, Gridley." (Du kannst schießen, wenn du bereit bist, Gridley)- Commodore George Dewey - 1898

- "Sighted sub, sank same" (U-Boot gesichtet und versenkt) – Aviation Machinist's Mate 1/c Donald Francis Mason – 1942[3]

- "Underway on nuclear power." (Unterwegs mit Kernkraft)- Commander Eugene P. Wilkinson - 17. Januar 1955

- "That's one small step for (a) man, one giant leap for mankind" (Dies ist ein kleiner Schritt für den Menschen, ein riesiger Sprung für die Menschheit) - Captain Neil Armstrong - 20. Juli 1969